# 위트레흐트 동맹

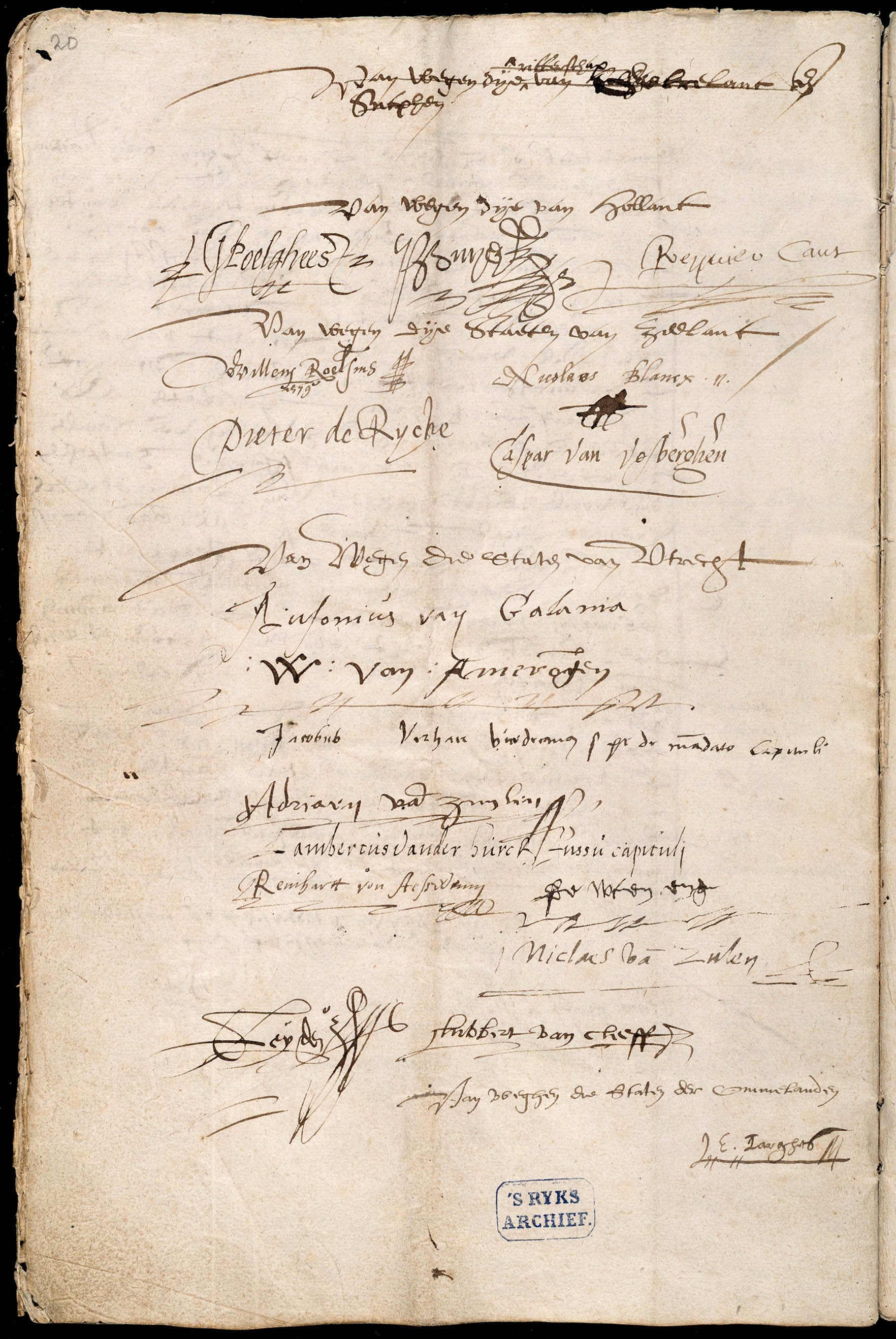

위트레흐트 동맹(네덜란드어: Unie van Utrecht)은 네덜란드 독립전쟁 당시 로마 가톨릭교회를 믿는 스페인 지배자 펠리페 2세에 대항해 개신교를 믿는 네덜란드 북부 7주가 맺은 동맹을 말한다.

## 개요
네덜란드 독립전쟁 당시 네덜란드는 마르틴 루터의 종교개혁 이후 개신교를 믿었다. 하지만 네덜란드 통치권을 갖고 있던 로마 가톨릭 국가였던 에스파냐 국왕 펠리페 2세가 네덜란드에 가톨릭을 강제로 믿도록 강요한 것이 전쟁의 시발이었다.
이에 네덜란드의 북부 7주는 1579년 1월 29일 위트레흐트에서 맹약을 맺고, 외국 지배에 대해서 ‘생명·피·물자를 바쳐 권리와 신앙의 자유를 지킴에 있어서 북부 7주는 마치 한 주가 된 것처럼 결합할 것’을 결의하였다. 이후 스페인을 중심으로 한 가톨릭 세력과 네덜란드의 개신교인들은 70년간 독립전쟁을 벌였다. 반대로 가톨릭 세력이 강하던 남부의 10개 주는 총독 파르마 공과 타협하였다. 이로 말미암아 북부 7주의 독립의 결속은 강화되고, 남부와의 분리는 확정적이 되었다. 남부의 10개주는 훗날 벨기에 혁명을 통해 벨기에로 독립하게 된다.

## 결과
네덜란드는 1648년 베스트팔렌 조약에 의해 신생국가로 인정받았다.